# Amdjarass
Amdjarass est une ville du Tchad. Elle est le chef-lieu de la province de l'Ennedi Est depuis depuis le 4 septembre 2012. La ville est également le chef-lieu du département du Wadi Hawar.
Amdjarass a un aéroport international inauguré en janvier 2023 par le président Mahamat Idriss Deby Itno. L'aéroport porte le nom du défunt président de la République Idriss Deby Itno

## Éducation
La ville d'Amdjarass abrite un des trois campus de l'École nationale supérieure des technologies de l’Information et de la communication (ENASTIC).

## Administration
- Gouverneur de l'Ennedi-Est:

Teguene Idibei Berde
- Préfet du département de  wadi-hawar : Issaka Hassan Jogoï
- Sous-préfet d'Amdjarass :

Hachim Haggar
- Maire : About Hachim

### Personnalités liées à Amdjarass
- Idriss Déby